# 73e division de fusiliers (2e formation)
Pour les articles homonymes, voir 73e division.
La 73e division de fusiliers (russe : 73-я стрелковая дивизия) est une division d'infanterie de l'Armée rouge pendant la Seconde Guerre mondiale.

## Histoire
La première formation de la 73e division de fusiliers pendant la Grande Guerre patriotique est détruite en octobre 1941 autour de Viazma puis officiellement dissoute le 27 décembre 1941.
Le 10 décembre 1941, la 470e division de fusiliers commence à se former dans le district militaire du Caucase du Nord. Le 3 janvier 1942, l'unité est renommée 73e division de fusiliers.
En avril 1942, la division est affectée aux opérations actives et passe sous le commandement du front du Sud, qu'elle rejoint en mai 1942 en Ukraine. Au début de l'été, la division, rattachée à la 24e armée du front du Sud, est surprise par l'opération Fall Blau, l'offensive allemande vers Stalingrad. Détruite en juillet, elle est officiellement dissoute le 27 septembre 1942. 
Une nouvelle 73e division de fusiliers est finalement mise sur pied en octobre 1942.

## Composition
Son ordre de bataille est le suivant :
- 392e régiment de fusiliers
- 413e régiment de fusiliers
- 471e régiment de fusiliers
- 11e régiment d'artillerie
- 148e groupe (divizion) indépendant antichar
- 165e groupe de mortiers
- 74e batterie antiaérienne
- 51e compagnie de reconnaissance
- 25e bataillon de sapeurs
- 78e bataillon indépendant de transmissions
- 68e bataillon médical-sanitaire
- 547e compagnie de lutte contre les gaz
- 186e bataillon automobile
- 464e boulangerie de campagne
- 929e infirmerie vétérinaire divisionnaire
- 1659e bureau de poste de campagne (en)
- 1106e bureau de campagne de la Gosbank.

## Commandants
La division a eu deux commandants :
- 3 janvier - 8 février 1942 : colonel Grigoriï Kotsenov[6]
- 9 février - 3 octobre 1942 : colonel Vassili Glagolev (en)[6]